# Jarno Saarinen
Jarno Karl Keimo Saarinen, conegut com a Jarno Saarinen   (Turku, 11 de desembre de 1945 - Circuit de Monza, 20 de maig de 1973), fou un pilot de motociclisme finlandès que va guanyar el campionat del món de 250cc la temporada de 1972. A començaments de la dècada del 1970 fou considerat un dels pilots de més talent i prometedors del moment. La seva prematura mort en un accident al Gran Premi de les Nacions de 1973, a Monza, va tenir una gran repercussió a l'època i va provocar un augment de les demandes de millora de les condicions de seguretat per als pilots de Gran Premi.
Jarno Saarinen continuava sent a data de 2024 l'únic finlandès a haver guanyat mai un campionat del món de velocitat (sense comptar els de sidecars). El 2009 va ser incorporat al Saló de la Fama de MotoGP a títol pòstum.

## Biografia

### Primers anys
Jarno Saarinen va néixer i es va criar a Turku, al sud-oest de Finlàndia. A 15 anys va treballar d'aprenent i pilot provador a Tunturi-Puch, una fàbrica de motocicletes de Turku on es muntaven ciclomotors i motocicletes sota llicència del fabricant austríac Puch. El 1961 va debutar en una cursa sobre gel a Ylönen i hi acabà segon. Al costat del seu íntim amic Teuvo Länsivuori va participar en curses d'ice racing i grasstrack, així com en curses de velocitat.

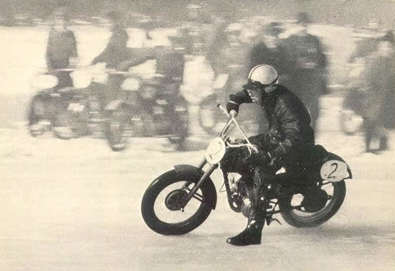
Saarinen durant una cursa de gel a Finlàndia el 1963

El 1965, Saarinen va guanyar el campionat de Finlàndia d'ice racing de 250 cc. També era un experimentat corredor de speedway. El 4 d'agost de 1968 va fer el seu debut al mundial participant al Gran Premi de Finlàndia, celebrat a Imatra, amb una Puch de 125cc amb què acabà onzè després de ser "doblat" tres vegades pels campions del món Phil Read i Bill Ivy. El 1969 va guanyar els campionats de Finlàndia de 125cc i 250cc mentre feia també de mecànic de les seves motocicletes de cursa.
Jarno Saarinen destacava pel seu estil de pilotatge, en què mantenia el pit just al damunt del dipòsit de combustible de la moto i per la manera com negociava els revolts, desplaçant el cos cap a l'interior del gir mentre allargava el genoll cap enfora. El seu estil de conducció i la manera com feia lliscar el pneumàtic posterior als revolts van influir en el futur campió del món Kenny Roberts: l'americà va veure córrer Saarinen en una cursa a l'Ontario Motor Speedway amb una Yamaha 350cc el 1972. Saarinen també destacava per la manera peculiar en què inclinava el manillar en una posició quasi vertical.

### Al mundial de motociclisme
Saarinen va disputar la seva primera temporada completa al mundial de 250cc el 1970, mentre continuava essent el seu propi mecànic. Havia convençut tres directors de banc perquè li financessin la temporada fent-los creure que estaven finançant-li els estudis. Va acabar la temporada en quart lloc final tot i haver-se perdut els tres darrers Grans Premis del campionat per tal de completar la seva formació tot graduant-se com a enginyer a l'Institut Tècnic de Turku.
En començar la temporada de 1971, Giacomo Agostini duia guanyats tres mundials de 350cc consecutius amb MV Agusta, però Saarinen va fer un seriós avís en guanyar la seva primera cursa de 350cc al Gran Premi de Txecoslovàquia després que la motocicleta d'Agostini tingués una fallada mecànica. Tot seguit va acabar segon darrere d'Agostini al Gran Premi de Finlàndia i va guanyar el de les Nacions a Itàlia. Saarinen va competir en les classes de 250cc i 350cc el 1971, acabant tercer al mundial de 250cc i segon darrere d'Agostini al de 350cc.

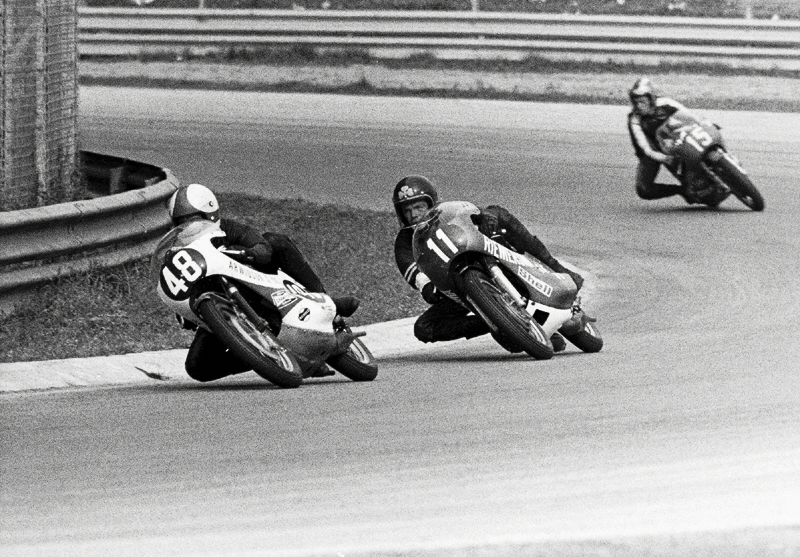
Jarno Saarinen (48) al GP de les Nacions de 1971. S'hi poden veure els guarda-rails mortals.

La lluita pel títol de 50cc entre les fàbriques Derbi i Kreidler durant la temporada de 1971 va ser tan intensa que Kreidler va contractar Saarinen i Barry Sheene com a suport del seu pilot, Jan de Vries, mentre que Derbi contractava Gilberto Parlotti com a suport d'Ángel Nieto. Al Gran Premi d'Espanya de final de temporada, Saarinen va quedar segon darrere de Vries, ajudant així a l'equip Kreidler a aconseguir el Campionat del Món de 50cc per al pilot neerlandès.
L'èxit de Saarinen no va passar desapercebut i Yamaha el va contractar com a pilot de fàbrica de les YZ634 350cc per a la temporada de 1972. Saarinen pilotava també una TD3 250cc de sèrie subministrada per Arwidson Oy amb la qual, després dels quatre primers Grans Premis, es va situar com a líder del mundial d'aquella categoria. Yamaha li va cedir una YZ635 250cc de fàbrica a partir del Gran Premi de Iugoslàvia, després que el seu pilot oficial, Barry Sheene, molt descontent amb el seu rendiment des de l'inici de la temporada, es trenqués la clavícula abans del GP de les Nacions i agreugés les seves lesions mentre intentava participar en les curses Post TT a Mallory Park. Saarinen va recompensar la confiança de Yamaha tot guanyant quatre dels darrers sis Grans Premis i el Campionat del Món de 250cc després d'haver lluitat durant tota la temporada amb Renzo Pasolini i Rodney Gould. A més, va acabar el Campionat del Món de 350cc com a subcampió després d'haver presentat una dura oposició al campió Giacomo Agostini en guanyar tres curses, entre elles el Gran Premi d'Alemanya, a Nürburgring, on Saarinen va infligir a Agostini la seva primera derrota en un Gran Premi des del Gran Premi del Canadà de 1967. També va aconseguir una doble victòria (250 i 350cc) al Gran Premi de Txecoslovàquia. L'amenaça de Saarinen era tan forta que MV Agusta, l'antiga reina de la categoria, es va veure empesa a crear una nova motocicleta de 350cc per a Agostini i a contractar Phil Read com a suport de l'italià per a la resta de la temporada. Un cop acabat el campionat del món, Saarinen es va desplaçar a Gran Bretanya, on va guanyar nou curses entre les quals la Race of the Year de Mallory Park.

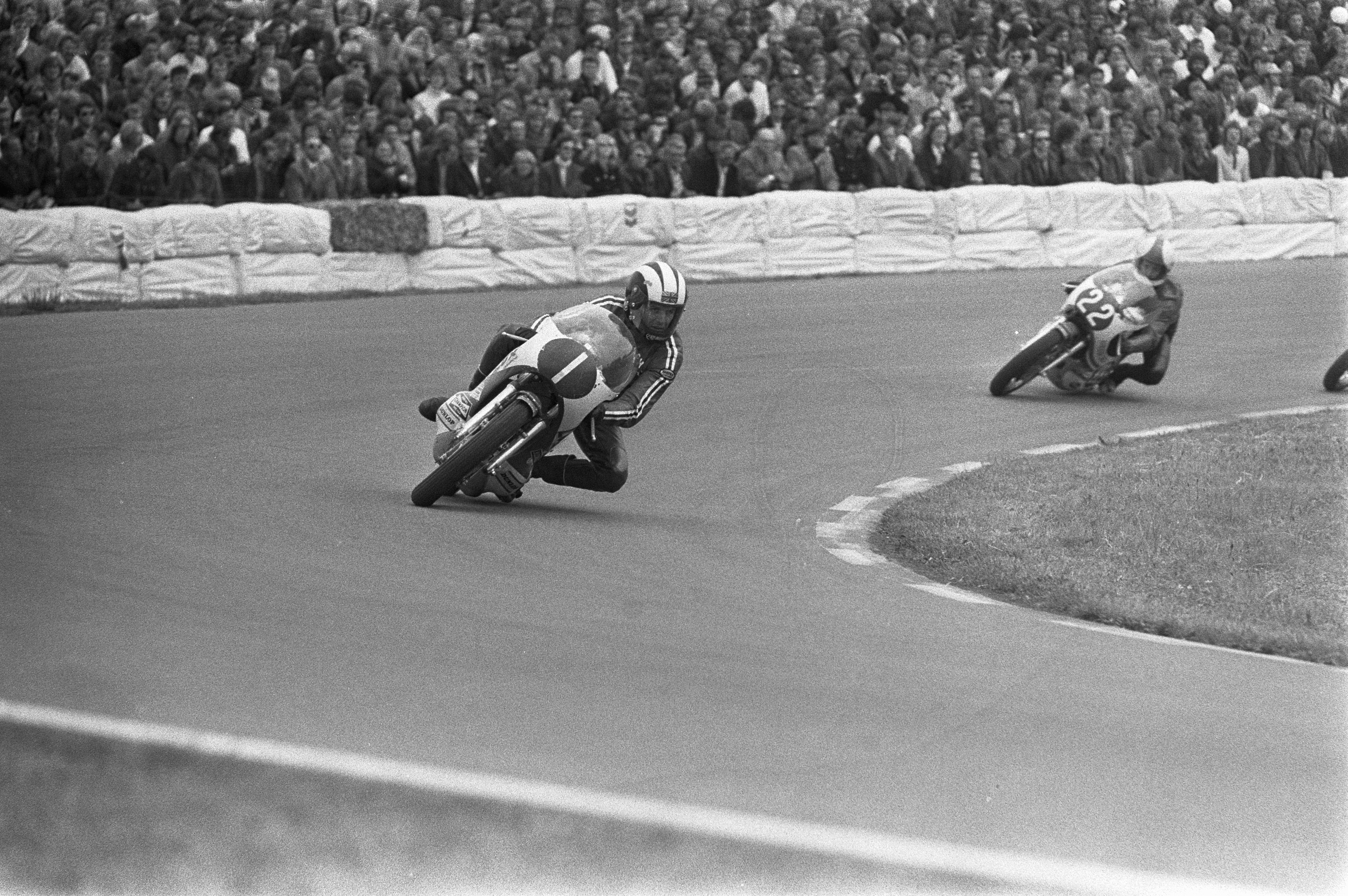
Phil Read (1) seguit per Jarno Saarinen al Dutch TT d'Assen de 1972

Al final de la temporada, Benelli li va oferir de fitxar-lo per a pilotar les seves motos de 350cc i 500cc al campionat del món de 1973. Després d'una prova secreta a Mòdena, Saarinen va obtenir sengles victòries amb les Benelli davant d'Agostini a les curses de 350cc i 500cc del circuit de Pesaro. Al mateix temps, però, Yamaha va anunciar que de cara a la temporada de 1973 inscriuria sengles equips de fàbrica a les classes de 250cc i 500cc per a competir amb les YZR250 i YZR500 recentment desenvolupades, i que Jarno Saarinen en seria el pilot principal al costat de Hideo Kanaya. El fet de formar part d'aquest equip implicava que el finlandès podia per fi disposar de mecànics per a les seves motocicletes i, alliberat d'aquesta tasca, concentrar-se en les curses. Yamaha, un cop fitxat Saarinen i amb les flamants YZR500 0W20 de dos temps tetracilíndriques, estava finalment preparada per a disputar amb un equip competitiu els setze anys de regnat de MV Agusta a la classe de 500cc.

#### La temporada de 1973
La temporada de 1973 va començar bé per a Saarinen. Als EUA, corrent amb una Yamaha TZ 350 de sèrie contra molts rivals equipats amb motos de 750 cc, va esdevenir el primer europeu a guanyar la prestigiosa cursa Daytona 200. En aquella època, la Daytona 200 era considerada una de les curses de motociclisme més prestigioses del món. Va tornar a Europa on, davant d'un impressionant elenc de rivals, va aconseguir una victòria a la prestigiosa Imola 200, puntuable per al primer campionat d'Europa de Fórmula 750, derrotant una vegada més amb la TZ 350 a rivals que duien motocicletes més grans.
Saarinen va passar a encapçalar els campionats del món de 1973 en aconseguir una doble victòria al Gran Premi de França, el primer de la temporada. Va guanyar la cursa de 250cc amb més de 27 segons d'avantatge sobre el seu company d'equip Kanaya i després va vèncer a Read per 16 segons a la cursa de 500cc, on Agostini va caure mentre intentava seguir el ritme del finlandès. Va continuar amb una altra doble victòria al Gran Premi d'Àustria, celebrat al ràpid circuit de Salzburgring, amb 13 i 25 segons d'avantatge sobre Kanaya en ambdues curses. Va continuar la seva ratxa de victòries guanyant el Gran Premi d'Alemanya de 250cc, més de 21 segons per davant del seu company d'equip Kanaya, però després no va poder acabar la cursa de 500cc en trencar-se-li la cadena mentre estava lluitant amb Read per la victòria.

### Mort

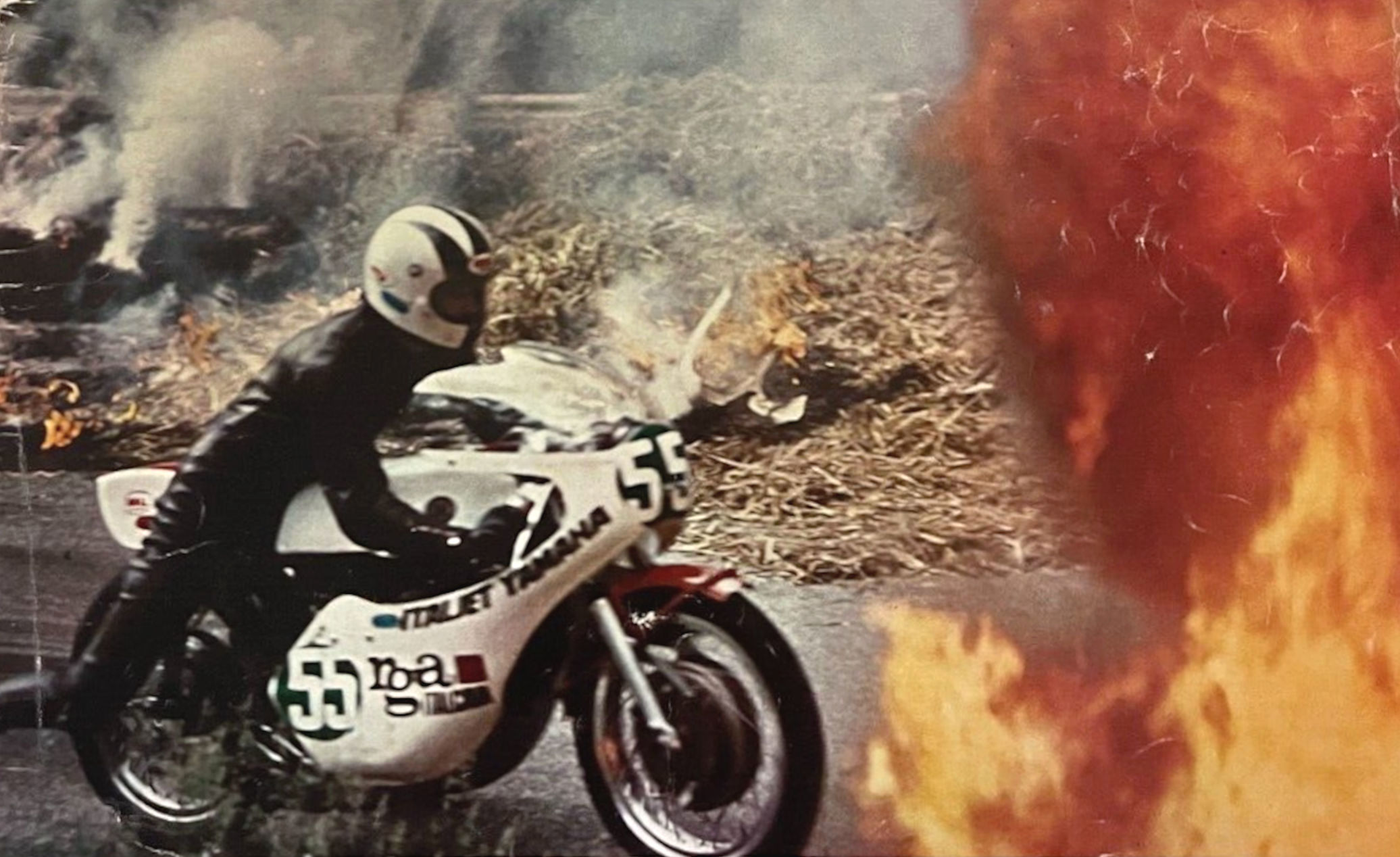
L'accident de Monza de 1973 en què Saarinen i Pasolini resultaren morts

Saarinen va arribar al Gran Premi de les Nacions de 1973 liderant els campionats de 250cc i 500cc. El Circuit de Monza, inaugurat el 1922, era ràpid i estava revestit tot al llarg del seu traçat de "guarda-rails" (barreres de seguretat d'acer) que no deixaven marge d'error als pilots de motocicletes. Aquelles barreres s'havien instal·lat com a resultat de les demandes dels pilots d'automobilisme després d'un accident durant el Gran Premi d'Itàlia de 1961 en què hi van morir el pilot Wolfgang von Trips i 15 espectadors. La majoria de pilots d'automòbils pensaven que els guarda-rails millorarien la seva seguretat i la dels espectadors, però tenien l'efecte contrari per als pilots de motociclisme. En arribar a Monza, Saarinen s'havia queixat de les barreres, però no es va prendre cap mesura. Malgrat la instal·lació de dues noves xicanes per a cotxes durant la temporada de Fórmula 1 de l'any anterior (ubicades abans de la Curva Grande i a Vialone), no es van fer servir per a les curses de motocicletes.
La tragèdia es va produir a la primera volta de la cursa de 250cc quan la motocicleta de Renzo Pasolini, que anava segon, va trontollar cap a un costat i es va estavellar contra la barrera, matant-lo a l'instant. Tot seguit, la motocicleta va sortir rebotada al circuit i va colpejar Saarinen al cap. L'impacte li va fer caure el casc i posteriorment va ser atropellat per una altra moto, cosa que li causà ferides mortals. L'accident va provocar una reacció en cadena en la qual van estar implicats més de 14 pilots (entre ells Hideo Kanaya, Walter Villa, Víctor Palomo, Fosco Giansanti, Börje Jansson i Chas Mortimer), molts dels quals van patir ferides greus. Arran de l'accident, la cursa es va aturar i la següent de 500cc es va cancel·lar.

La vídua i un germà de Saarinen durant el seu funeral a Turku (2/6/1973)

Al llarg dels anys, la causa de l'accident de Monza va ser objecte d'una controvèrsia important. La causa original es va atribuir a una fina capa d'oli de motor que havia embrutat la pista durant la cursa de 350cc quan la Benelli de Walter Villa va començar a fer fum i a perdre oli a la penúltima volta. Els oficials del Gran Premi no van netejar la pista abans de la cursa de 250cc i un pilot, John Dodds, va comunicar la seva preocupació a les autoritats, però només va aconseguir rebre amenaces d'expulsió del circuit per part de la policia. Malgrat tot, han aparegut alguns articles mostrant fotos de la motocicleta de Pasolini compatibles amb un gripatge (bloqueig) del motor, cosa que hauria bloquejat la roda del darrere i provocat l'accident. La investigació oficial sobre l'accident, publicada el setembre de 1973, va concloure que la causa n'havia estat el gripatge del motor de la moto de Renzo Pasolini.

## Llegat
La tragèdia de Monza va ser un xoc per a la comunitat motociclista. Dos dels millors pilots del moment s'havien mort i els equips de fàbrica de Suzuki, MV Agusta, Harley-Davidson i Yamaha es van unir per a exigir condicions més segures als circuits. Només quaranta dies després, tres participants en una cursa Júnior a Itàlia es van morir durant la mateixa volta. Un mes després del Gran Premi de les Nacions, els equips de curses es van posicionar i van boicotejar el Gran Premi de Iugoslàvia celebrat al circuit urbà d'Opatija, a l'actual Croàcia, a causa de les perilloses condicions de la pista. La fàbrica de Yamaha va anar més enllà retirant-se de les curses durant la resta de l'any per a honrar la memòria de Saarinen.
La mort de Gilberto Parlotti al TT de l'Illa de Man de 1972 i la de Saarinen i Pasolini el 1973 van posar de manifest la necessitat de millorar els estàndards de seguretat per als pilots de motociclisme. Aleshores, moltes curses de Gran Premi s'estaven celebrant encara en circuits urbans amb perills com ara pals de telèfon i passos a nivell de ferrocarril. Els circuits permanents de curses de l'època també eren perillosos per als motociclistes a causa de les barreres d'acer Armco situades al costat de tota la pista per a acontentar els pilots de cotxes. Les tensions per qüestions de seguretat van continuar augmentant durant la dècada de 1970 entre els pilots de Gran Premi, els organitzadors de les curses i la FIM, ja que els corredors van mostrar la seva creixent insatisfacció amb els estàndards de seguretat i la manera com s'organitzaven les curses tot boicotejant diversos Grans Premis.
La situació va arribar a un punt de ruptura l'any 1979, quan el vigent campió del món de 500cc Kenny Roberts i el periodista Barry Coleman van intentar trencar l'hegemonia de la FIM tot convencent molts dels millors pilots d'iniciar el procés per a establir un campionat de motociclisme alternatiu anomenat World Series. Tot i que aquest campionat no va reeixir a causa de les dificultats per a assegurar prou emplaçaments, va obligar la FIM a prendre's seriosament les demandes dels pilots i a fer canvis pel que fa a la seva seguretat. Durant el Congrés de la FIM de 1979 es van aprovar noves regles que augmentaven substancialment els premis i en els anys següents es van imposar regulacions de seguretat més estrictes als organitzadors de curses. Durant els anys següents, els circuits de curses perillosos van ser eliminats del calendari dels Grans Premis. Els circuits van començar a substituir els guarda-rails que revestien les pistes per zones d'eixida segures. Tot això marcà l'inici d'una era de major professionalitat i millora dels estàndards de seguretat en l'esport del motociclisme. Els actuals campionats de MotoGP i de Superbike se celebren en circuits tancats. Monza té tres xicanes lentes al circuit però no està present en cap calendari. L'últim circuit urbà del campionat va estar en actiu fins a l'any 1990. Encara s'han produït accidents mortals al segle XXI, però a un ritme molt reduït en comparació amb les curses del TT de Man.
Al Parc del Poble de Ruissalo, a Turku, hi ha una carretera que porta el nom de Saarinen. El carrer al davant de la fàbrica de Benelli a Pesaro es diu Via Jarno Saarinen. El nom Jarno es va fer molt popular a Itàlia en la dècada de 1970, un conegut portador del qual va ser l'antic pilot de Fórmula 1 Jarno Trulli. L'any 2009, la FIM va incorporar Saarinen al Saló de la Fama de MotoGP.
Encara hi ha un club de fans de Saarinen actiu a Itàlia i el 7 de juny de 2014 aquest club va promoure l'obertura del parc Jarno Saarinen a Petrignano (Assís). L'agost de 2016 es va descobrir una estàtua de bronze de Saarinen al parc i el juliol de 2017 se'n va revelar un duplicat a la platja d'Aurajoki de Turku, al parc Barker. Saarinen segueix sent l'únic finlandès a haver guanyat mai un campionat del món de motociclisme de velocitat. Durant la seva carrera va guanyar 15 Grans Premis i 6 campionats nacionals finlandesos de velocitat.

## Resultats al Mundial de motociclisme
Font:
Barem de puntuació de 1969 a 1987:
| Posició | 1  | 2  | 3  | 4 | 5 | 6 | 7 | 8 | 9 | 10 |
| Punts   | 15 | 12 | 10 | 8 | 6 | 5 | 4 | 3 | 2 | 1  |

(Ids. Grans Premis | Llegenda) (Curses en negreta indiquen pole; curses en  itàlica indiquen volta ràpida)
| Any  | Categoria | Equip          | Moto         | 1     | 2     | 3       | 4       | 5     | 6       | 7     | 8     | 9       | 10      | 11    | 12    | 13    | Punts | Posició | Victòries |
| ---- | --------- | -------------- | ------------ | ----- | ----- | ------- | ------- | ----- | ------- | ----- | ----- | ------- | ------- | ----- | ----- | ----- | ----- | ------- | --------- |
| 1970 | 250cc     | Yamaha privada | TD-2         | GER 6 | FRA 4 | YUG 4   | IOM -   | NED 3 | BEL 4   | DDR 4 | CZE 3 | FIN DNF | ULS -   | NAT - | ESP - |       | 57    | 4t      | 0         |
| 1971 | 50cc      | Van Veen       | Kreidler     | AUT - | GER - |         | NED -   | BEL - | DDR -   | CZE - | SWE - |         |         | NAT 6 | ESP 2 |       | 17    | 12è     | 0         |
| 1971 | 250cc     | Arwidson Team  | TD-3         | AUT 8 | GER - | IOM -   | NED DNF | BEL - | DDR 5   | CZE 3 | SWE 3 | FIN 6   | ULS 2   | NAT 5 | ESP 1 |       | 64    | 3r      | 1         |
| 1971 | 350cc     | Arwidson Team  | TR-2B        | AUT 6 | GER 5 | IOM -   | NED -   |       | DDR -   | CZE 1 | SWE 3 | FIN 2   | ULS DNF | NAT 1 | ESP - |       | 63    | 2n      | 2         |
| 1972 | 250cc     | Arwidson Team  | TD-3 / YZ635 | GER 3 | FRA 4 | AUT 2   | NAT 3   | IOM - | YUG DNF | NED 3 | BEL 1 | DDR 1   | CZE 1   | SWE 2 | FIN 1 | ESP - | 94    | 1r      | 4         |
| 1972 | 350cc     | Arwidson Team  | YZ634        | GER 1 | FRA 1 | AUT 4   | NAT 3   | IOM - | YUG DNF | NED 2 |       | DDR DNF | CZE 1   | SWE 3 | FIN 2 | ESP - | 89    | 2n      | 3         |
| 1973 | 250cc     | Yamaha-Japan   | YZR250 0W17  | FRA 1 | AUT 1 | GER 1   | NAT DNF | IOM - | -       | -     | -     | -       | -       | -     | -     | -     | 45    | 4t      | 3         |
| 1973 | 500cc     | Yamaha-Japan   | YZR500 0W20  | FRA 1 | AUT 1 | GER DNF | NAT -   | IOM - | -       | -     | -     | -       | -       | -     | -     | -     | 30    | 7è      | 2         |